# И так поймут!
И так поймут! (укр. «І так зрозуміють!») — громадська ініціатива захисту прав українськомовних споживачів товарів та послуг на доступ до інформації в Україні рідною їм українською мовою, заснована 13 березня 2012 року громадським активістом Романом Матисом.
Координація роботи відбувається через групи в соціальних мережах, участь є добровільною і всі дії здійснюються на громадських засадах. Група не збирає грошей і не надає платних послуг. Проте в групі не забороняється реклама українськомовного сервісу та бізнесу.

## Методи впливу
Листи в головні офіси компаній і їх представництв в Україні, зустрічі з представниками компаній, проведення переговорів із менеджментом, фільмування процесу передачі звернень чи переговорів, висвітлення процесів, які зараз відбуваються, подання звернень до служби захисту прав споживача та до судових інстанцій.

### Процес
1. Будь-хто подає пропозицію компанії, яка порушує права українськомовного споживача, та підтверджує її відповідними матеріалами: посиланнями на сайти, копіями листування, відео тощо.
2. Група береться до вивчення й обговорення.
3. Люди формують листи з проханням/вимогою про забезпечення прав українськомовного споживача в ключі діяльності компанії на території України.
4. За наявності реакції її публікують, обговорюють і приймають рішення щодо подальших дій. За можливості, лист у письмовій формі передають в офіс компанії в Україні, дію фіксують на відео. Коли ці звернення компанія ігнорує, їх публікують і починають антипіар бренду.
5. Паралельно люди подають заяву до служби захисту прав споживача. Відповідь публікують, обговорюють та поширюють.
6. За відсутності результату — подають судовий позов про дискримінацію за мовною ознакою. Всі процеси максимально висвітлюють у соціальних мережах та у ЗМІ.

## Діяльність і досягнення
- Першою кампанією ініціативи став протест проти виходу чергового журналу «Esquire» в Україні недержавною мовою. Було створено відповідну петицію.[1]
- Першим зверненням до міжнародного виробника, котре завершилось згодою компанії виправити недоліки, було звернення до компанії «Philips Україна».[2]
- Деякі компанії (наприклад, «Toyota» і її підрозділ «Lexus») після звернень пішли ще далі, ніж сайти чи інформаційні брошури: вони українізували меню автомобілів.
- У першу річницю діяльності, котрий збігається з днем захисту прав споживачів, Роман Матис та представники інших дружніх ініціатив провели вручення антипремії «Гнилий кабак» одному з закладів столиці України, котрий відзначився ігноруванням потреб українськомовних громадян.
- 2013 року, після виходу видання «National Geographic» українською, до виходу якого доклалася ініціатива «И так поймут!», учасники руху (на ініціативу Романа Матиса) передплатили видання для ряду дитячих будинків та шкіл України.[3]
- Один із найактивніших учасників спільноти, Святослав Літинський, розпочав та успішно завершив судовий процес проти компанії «Samsung» через відсутність позначень українською мовою на побутовій техніці.
- У 2014 група активістів ініціативи на чолі з Романом Матисом  напрацювала та передала пропозиції для Комітету Верховної Ради, очолюваного Русланом Кошулинським, щодо створення нового мовного закону. Високу оцінку діяльності ініціативи дав журналіст Юрій Макаров.[4]
- З допомогою журналістів видання texty.org.ua було складено невеликий посібник, як можна захистити свої права на отримання послуг українською.
- Коли колишній президент Грузії Міхеіл Саакашвілі у випиті натякнув на двомовний курс України,[5] активісти публічним тиском спробували домогтися публічних вибачень за втручання у внутрішні справи країни та переозвучення позиції з мовного питання.[2]
- На ініціативу Літинського та за підтримки й участі активістів ПриватБанк створив робочу групу з мовного аудиту та виправлення недоліків у комунікаціях українською мовою. Крім того, банк заявив про те, що відтепер весь контент спершу виготовлятиметься українською і лише після цього буде перекладатися іншими мовами.[6]
- У 2015 році Роман Матис долучився до роботи Комітету Верховної Ради України з питань Євроінтеграції для оцінки напрацювань та подання рекомендацій у гуманітарній політиці.
- Також у 2015 році за досягнення у відстоюванні прав українськомовних, Романа Матиса було номіновано на міжнародну премію TOYP, лауреатами котрої в різний час стали Джеральд Форд, Нельсон Мандела, Джон Кеннеді тощо.[7]
- Підсумок трирічної діяльності подано в доповіді Романа Матиса «Права україномовних в Україні. Три роки діяльності ініціативи „И так поймут!“».[8]
- Діяльність ініціативи дедалі більше привертає увагу іноземних та міжнародних ЗМІ. Так, про проблеми українців, діяльність ініціативи та національну ідентичність і безпеку опублікував розгорнутий випит з Романом Матисом один із лідерів медіаринку США та світу — «Newsweek», що потім переклали польською.[9]
- У листопаді 2016 року запрацював сервіс ініціативи: онлайн-каталог компаній, лояльних до україномовних клієнтів.[10]